# Sofia Bekatorou
Sofia Bekatorou (grekiska: Σοφία Μπεκατώρου), född 26 december 1977 i Aten i Grekland, är en grekisk seglare. Hon tog en olympisk guldmedalj i 470 tillsammans med Aimilia Tsoulfa vid OS i Aten 2004 samt en bronsmedalj i Yngling tillsammans med Virginia Kravarioti och Sofia Papadopoulou vid olympiska sommarspelen 2008.
Tillsammans med Aimilia Tsoulfa vann hon utmärkelsen ISAF World Sailor of the Year två gånger, 2002 och 2004.
Vid olympiska sommarspelen 2016 i Rio de Janeiro tävlade hon i Nacra 17 och blev Greklands första kvinnliga fanbärare någonsin när hon valdes att bära den grekiska flaggan under öppningsceremonin.